# Namibia i olympiska sommarspelen 2020
Namibia deltog med en trupp på 11 idrottare vid de olympiska sommarspelen 2020 i Tokyo som hölls mellan den 23 juli och 8 augusti 2021 efter att ha blivit framflyttad ett år på grund av coronaviruspandemin. Det var 8:e raka sommar-OS som Namibia deltog vid. Christine Mboma tog landets enda medalj, ett silver.

## Medaljer
| Medalj | Namn            | Sport     | Gren               | Datum     |
| ------ | --------------- | --------- | ------------------ | --------- |
| Silver | Christine Mboma | Friidrott | Damernas 200 meter | 3 augusti |

## Boxning
| Idrottare    | Gren               | Sextondelsfinal      | Åttondelsfinal       | Kvartsfinal          | Semifinal            | Final                | Final            |
| Idrottare    | Gren               | Motståndare Resultat | Motståndare Resultat | Motståndare Resultat | Motståndare Resultat | Motståndare Resultat | Placering        |
| ------------ | ------------------ | -------------------- | -------------------- | -------------------- | -------------------- | -------------------- | ---------------- |
| Jonas Junius | Herrarnas lättvikt | Bye                  | Garside (AUS) L 0–5  | Gick inte vidare     | Gick inte vidare     | Gick inte vidare     | Gick inte vidare |

## Cykling

### Landsväg
| Idrottare        | Gren                | Tid             | Placering       |
| ---------------- | ------------------- | --------------- | --------------- |
| Tristan de Lange | Herrarnas linjelopp | Fullföljde inte | Fullföljde inte |
| Vera Looser      | Damernas linjelopp  | Fullföljde inte | Fullföljde inte |

### Mountainbike
| Idrottare        | Gren                  | Tid     | Placering |
| ---------------- | --------------------- | ------- | --------- |
| Alex Miller      | Herrarnas terränglopp | 1:34.26 | 31        |
| Michelle Vorster | Damernas terränglopp  | –3 LAP  | 36        |

## Friidrott
Förkortningar
- Notera– Placeringar avser endast det specifika heatet.
- Q = Tog sig vidare till nästa omgång
- q = Tog sig vidare till nästa omgång som den snabbaste förloraren eller, i teknikgrenarna, genom placering utan att nå kvalgränsen
- i.u. = Omgången fanns inte i grenen
- Bye = Idrottaren behövde inte tävla i omgången

Gång- och löpgrenar
| Idrottare             | Gren              | Heat       | Heat      | Semifinal   | Semifinal | Final       | Final     |
| Idrottare             | Gren              | Resultat   | Placering | Resultat    | Placering | Resultat    | Placering |
| --------------------- | ----------------- | ---------- | --------- | ----------- | --------- | ----------- | --------- |
| Tomas Hilifa Rainhold | Herrarnas maraton | i.u.       | i.u.      | i.u.        | i.u.      | 2:18.28     | 42        |
| Helalia Johannes      | Damernas maraton  | i.u.       | i.u.      | i.u.        | i.u.      | 2:31.22     | 11        |
| Beatrice Masilingi    | Damernas 200 m    | 22,63 0NR0 | 2 Q       | 22,40       | 2 Q       | 22,28       | 6         |
| Christine Mboma       | Damernas 200 m    | 22,11 0NR0 | 1 Q       | 21,97 0VRJ0 | 2 Q       | 21,81 0VRJ0 | 2         |

## Rodd
| Roddare        | Gren                   | Heat    | Heat      | Återkval | Återkval  | Kvartsfinal | Kvartsfinal | Semifinal | Semifinal | Final   | Final     |
| Roddare        | Gren                   | Tid     | Placering | Tid      | Placering | Tid         | Placering   | Tid       | Placering | Tid     | Placering |
| -------------- | ---------------------- | ------- | --------- | -------- | --------- | ----------- | ----------- | --------- | --------- | ------- | --------- |
| Maike Diekmann | Damernas singelsculler | 7.56,37 | 3 QF      | bye      | bye       | 8.21,69     | 5 SC/D      | 7.40,77   | 3 FC      | 7.52,17 | 18        |

Teckenförklaring: FA= A-final (medalj); FB=B-final (ingen medalj); FC= C-final (ingen medalj); FD= D-final (ingen medalj); FE=E-final (ingen medalj); FF=F-final (ingen medalj); SA/B=Semifinal A/B; SC/D=Semifinal C/D; SE/F=Semifinal E/F; QF=Kvartsfinal; R=Återkval

## Simning
| Idrottare       | Gren                         | Final     | Final     |
| Idrottare       | Gren                         | Tid       | Placering |
| --------------- | ---------------------------- | --------- | --------- |
| Phillip Seidler | Herrarnas 10 km öppet vatten | 1:53.14,1 | 16        |